# Evektor-Aerotechnik

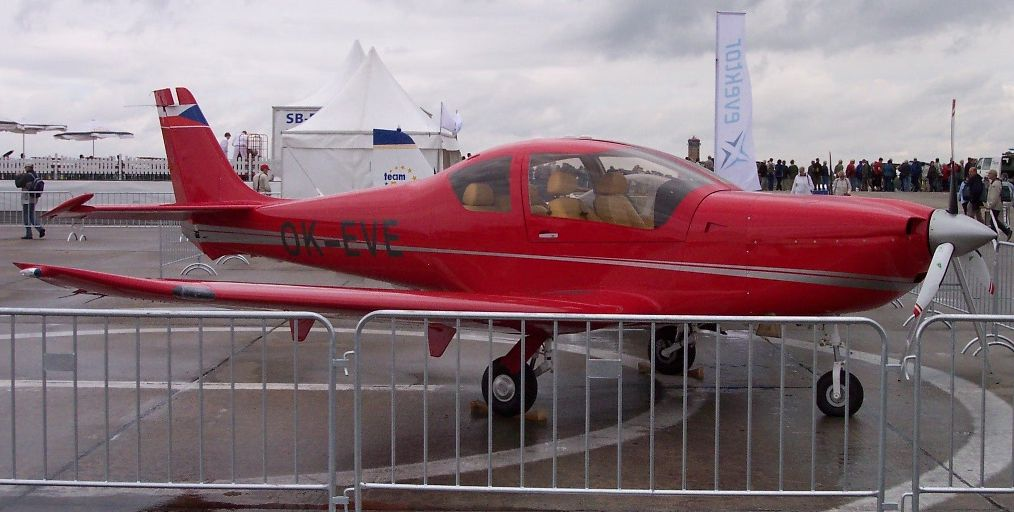
Le VUT 100 Cobra

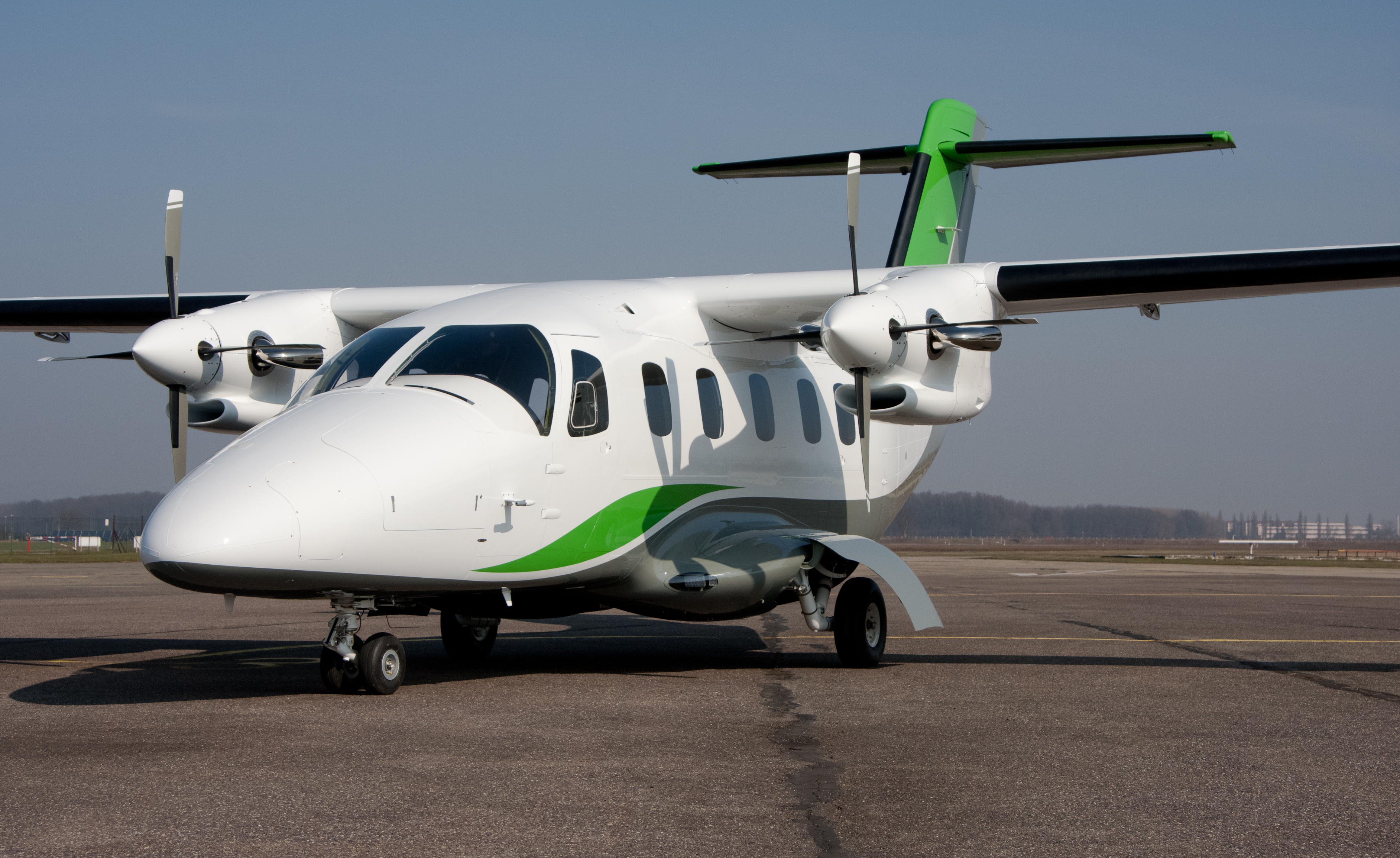
Evektor EV-55

Evektor ou Evektor-Aerotechnik (filiale juridique d'Evektor) est une entreprise aéronautique créée en 1991 et située à Kunovice en République tchèque. Elle a produit 1 400 aéronefs qui volent dans plus de 50 pays.
L'entreprise a également une activité automobile et d'ingénierie mécanique.

## Historique
Evektor-Aerotechnik est une entreprise aéronautique créée en 1991 et située à Kunovice, en République tchèque. La société est née de la fusion du bureau d'études Evektor et de la firme nationale Aerotechnik, créée en 1970.
Elle a essentiellement produit des avions légers de type ULM. Après la production du kit de construction amateur du Pottier P.220S Koala, elle en produit des dérivés comme la gamme Eurostar et Sportstar.
En 2000, elle est également partie prenante dans la réalisation du prototype d'avion de transport Wolfsberg Raven 257. Rompant avec la technique ultra-léger, elle lance en 2001 le quadriplace de tourisme Evektor VUT100 Cobra (en).
Forte des succès de ses précédentes réalisations (400 avions produits en 2005), elle lance en 2004 l'étude d'un avion beaucoup plus gros. Il s'agit en effet d'un avion de transport à aile haute bimoteur à turbopropulseurs 9/14 places : l'Evektor EV-55 Outback.

## Aéronefs
En 2022, 3 aéronefs sont produits sur une base commune :
- Sportstar : avion certifié par l'EASA
- Harmony : aéronef certifié S-LSA (Special Light Sport Aircraft) par la FAA, pour le marché US
- Eurostar : aéronef non certifié, catégorisé ultra léger (ULM en France par exemple)

3 aéronefs sont également en cours de développement :
- Sportstar EPOS (en) : version électrique du Sportstar
- Super Cobra (en) : avion quadriplace
- EV-55 Outback : avion turbopropulseur de transport